# Луције Тарквиније Колатин
Луције Тарквиније Колатин (лат. Lucius Tarquinius Collatinus) је био један од прва два конзула Римске републике 509. године прије н. е. Био је супруг Лукреције, чије силовање је било повод за пад монархије. Колатин је био један од четворице главних вођа револуције, у којој је срушена монархија и успостављена република. Током свога мандата на дужности конзула био је попустљив на захтјеве монархиста, а када га је народ омрзнуо напустио је Рим.

## Детињство и младост
Колатинов дјед Арун је био брат петог римског краља Луција Тарквинија Приска. Приск је током рата са Сабињанима освојио Колатију, коју је на управу предао свом нећаку Еригију. Еригије је био Арунов син и Колатинов отац. Луције је ту живио и тако добио име Колатин. Оженио се Лукрецијом, ћерком патриција Спурија Лукреција Триципитина.

## Силовање Лукреције
Према Ливијевој верзији официри на ратишту, а међу њима је био Колатин и краљеви синови, коментарисали су своје жене и хвалили се њиховим врлинама. Дошло је до расправе о томе чија жена је честитија, па су одлучили да то ријеше изненадном посјетом. Супруге краљевих синова су затекли на забавама, а Лукрецију су затекли како вриједно ради. Краљевог сина Секста Тарквинија је приликом те посјете обузела страст за Лукрецијом, па је након неколико дана отишао у Колатију без Колатиновога знања. Лукреција га је лијепо дочекала и угостила и не слутећи његове намјере. Током ноћи Секст Тарквиније је силовао Лукрецију, а она је сљедећега дана звала Колатина и свог оца да дођу са повјерљивим пријатељима. Испричала им је шта се десило и затражила да се обавежу да ће је осветити и након тога се убила.

## Револуција
Луције Јуније Брут се са Лукрецијиним окрвављеним бодежом заклео да ће срушити Тарквинија Охолога, а након тога заклели су се Луције Тарквиније Колатин, Публије Валерије Публикола и Спурије Лукреције Триципитин. Лукрецијино тијело су изложили на форуму, а онда су се састали са сенаторима, који су се сложили да сруше монархију. Искористили су прилику док је краљ Тарквиније Охоли био на ратишту. Сазвали су куријску скупштину, која је изгласала да се краљ протјера из Рима. На центуријатској скупштини изабрали су 509. године прије н. е. два конзула, а то су били Луције Јуније Брут и Луције Тарквиније Колатин. То је представљало почетак Римске републике.

## Више верзија Колатинове судбине
Према Титу Ливију, Луције Јуније Брут је истјерао Колатина прије велике завјере. Луције је носио исто презиме као и омрзнути краљеви, па је то био разлог да Брут и патрицији траже од њега да се повуче. Колатин се повукао из Рима на своје имање у Лавијуму, а уместо њега за конзула је изабран Попликола. Према Плутарху и Дионизију, Колатин је напустио Рим након велике завјере због попустљивог и сумњивог понашања.

## Колатинова попустљивост
Тарквиније Охоли се склонио у Тарквинију у Етрурији. Етрурци су након тога тражили од Рима да прими натраг свога краља само да се обрати народу и да се тек онда одлучи о њему, а када Брут то није прихватио онда су тражили да се краљу и његовим људима врати одузети новац. Луције је био за то да се краљу врати његова имовина да се не би рекло да им је циљ био опљачкати краља, а са друге стране ако не врате имовину онда краљу дају изговор за рат. Брут је био против враћања имовине, а Сенат је био подјељен по томе питању, па је тек куријска скупштина тијесном већином одлучила да се краљу врати имовина. Краљеви изасланици су добили прилику да остану у граду под изговором враћања новца. Они су за то вријеме поткупили двије патрицијске породице, Вителије и Аквилије, који су имали пет сенатора. Вителији су били повезани са Брутом, који се оженио њиховом сестром. Аквилији су били синови Колатинове сестре. Придобили су два Брутова сина. Завереници су се састали код Аквилијевих, а план им је био да убију конзуле.

## Колатин се супроставља кажњавању својих рођака
Публије Валерије Публикола је конзулима открио велику завјеру. Луције Јуније Брут је дао да се погубе његова два сина због учешћа у завери. Према Плутарху, након тога отишао је препуштајући даљи поступак Луцију Тарквинију Колатину. Према Дионизију Колатин, након тога је од Брута тражио да се поштеде његови рођаци наводећи да су још премлади. Када није могао да наговори Брута да их пусти онда га је молио да их не казни смртном казном, а када није ни то успио онда је рекао да ће их он као конзул ослободити. Брут је онда сазвао скупштину и обавјестио о Колатиновим намјерама и тражио да им народ пресуди, али Колатин се и даље супростављао тражећи начин да заштити своје нећаке. Када је народ изгласао кажњавање нећака, Колатин је одлучио да напусти Рим.
По Плутарху Брут је након кажњавања својих синова отишао и препустио Колатину даље кажњавање. Колатин је након тога оклевао и удовољавао је окривљенима, али Попликола му се супростављао, па је позвао Брута да се врати. Када се Брут вратио дао је да народ гласањем пресуди завереницима. Колатин је због тога и због сумњи постао омрзнут код народа, па је напустио Рим.